# Dolicharthria punctalis
Dolicharthria punctata ist ein Schmetterling aus der Familie der Crambidae.

## Merkmale
Die Flügelspannweite der Falter beträgt 22 bis 27 Millimeter (bzw. eine Vorderflügellänge von 9 bis 11 mm). Die Oberseiten der Flügel sind dunkelbraun, auch lehmgelb und weisen zwei gezackte, etwas dunklere, dünne Querlinien auf. Die äußere Querlinie springt zum Innenrand stark zurück. Zwischen den Querlinien sitzt ein zum Apex hin offener heller, meist weißer oder gelblichweißer Halbmond (Mondfleck). Bei manchen Exemplaren kann an der Kontaktstelle der inneren Querlinie mit dem Kostalrand (oder sehr nahe dabei) ein weiterer kleiner weißer Fleck ausgebildet sein. Häufig ist der Kontakt der äußeren Querlinie mit dem Kostalrand fleckenartig verstärkt. Häufig ist das Mittelfeld (zwischen den beiden Querlinien) etwas dunkler gefärbt als der Rest der Vorderflügeloberseite. Bei manchen Exemplare kann die äußere Querlinie auch sehr dünn hell gesäumt sein. Die Hinterflügel haben die gleiche Farbe wie die Vorderflügel oder sind etwas heller. Die Fransen sind häufig dunkler als die Grundfarbe der Flügel. Auffallend sind die langen Fühler, die so lang wie die Vorderflügel sind sowie die ausgesprochen langen Beine.
Die Raupen sind gelblichgrün und haben einen rötlichbraunen Kopf. Die Rückenlinie ist dunkel.
Die braune Puppe ist 9,0 mm lang und misst 2,1 mm im Durchmesser. Der Kremaster ist verhältnismäßig lang, an der Basis recht breit und zugespitzt. Die am Kremasterende konzentrierten Borsten sind schlank, mittellang und hakenartig gekrümmt.

## Geographische Verbreitung und Lebensraum
Die Art ist in Mittel- und Südeuropa heimisch. Im Norden kommt sie bis in den südlichen Teil der Britischen Inseln und bis nach Südskandinavien vor. Auf den Britischen Inseln kommt sie aber nur sehr lokal vor (Südwestküste Englands, Wales, Kanalinseln). Im Osten reicht das Vorkommen über die Balkanhalbinsel bis nach Kleinasien.
Die Art bevorzugt frische bis feuchte Standorte, wie Auen, Waldränder und Waldlichtungen.

## Lebensweise
Dolicharthria punctalis bildet je nach Region in Europa in ein bis zwei Generationen, deren Falter von Mai bis September fliegen. Im Norden des Verbreitungsgebietes, wo nur eine Generation gebildet wird, fliegen die Falter von Juli bis August. In der Südtürkei wurden die Falter sogar von März bis in den November gefunden. Es ist anzunehmen, dass hier mehr als zwei Generationen gebildet werden. Die Falter verbergen sich tagsüber in der Vegetation und fliegen bereits in der Dämmerung und nachts. Sie kommen an künstliche Lichtquellen. Die Raupen sind ab September zu finden. Über die Lebensweise der oligophagen Raupen gibt es in der Literatur aber unterschiedliche Angaben. Nach Hannemann (1964) fressen sie an Blüten und Blättern von Gewöhnlichem Hornklee (Lotus corniculatus), Gewöhnlichem Seegras (Zostera marina), Klee (Trifolium) und anderen Pflanzen,. Nach Schütze 1931 fressen sie an alten Wurzeln von Beifuß (Artemisia vulgaris) und in Gespinsten an abgestorbenen Pflanzenteilen, Laub und pflanzlichen Abfällen. Die Raupen überwintern und verpuppen sich im Mai in einem mit Blattteilen bedeckten Kokon.

## Systematik und Taxonomie
Das Taxon wurde 1775 von Michael Denis und Johann Ignaz Schiffermüller als Pyralis punctalis erstmals wissenschaftlich beschrieben. Es ist die Typusart der Gattung Dolicharthria Stephens, 1834. Der Holotyp stammte aus der Gegend um Wien und ist verloren. In älteren Publikation ist die Art auch in der Kombination Stenia punctalis zu finden.